# Shareshill
Shareshill es una localidad situada en el distrito de South Staffordshire, en el condado de Staffordshire (Inglaterra). Según el censo de 2011, tiene una población de 759 habitantes.

## Geografía
Según la Oficina Nacional de Estadística británica, Shareshill tiene una superficie de 4,02 km².

## Demografía
Según el censo de 2001, en ese momento Shareshill tenía 718 habitantes (48,75% varones, 51,25% mujeres) y una densidad de población de 178,61 hab/km². El 13,37% eran menores de 16 años, el 77,72% tenían entre 16 y 74, y el 8,91% eran mayores de 74. La media de edad era de 45,74 años. Del total de habitantes con 16 o más años, el 19,61% estaban solteros, el 64,95% casados, y el 15,43% divorciados o viudos.
Según su grupo étnico, el 98,88% de los habitantes eran blancos y el 1,12% asiáticos. La mayor parte (97,77%) eran originarios del Reino Unido. El resto de países europeos englobaban al 0,42% de la población, mientras que el 1,81% había nacido en cualquier otro lugar. El cristianismo era profesado por el 86,13%, el hinduismo por el 0,69%, el sijismo por el 0,42%, y cualquier otra religión, salvo el budismo, el judaísmo y el islam, por el 0,42%. El 6,8% no eran religiosos y el 5,55% no marcaron ninguna opción en el censo.
Había 308 hogares con residentes y 4 vacíos.